# 40 (szám)
A 40 (negyven) a 39 és 41 között található természetes szám.

## A szám a matematikában
A tízes számrendszerbeli 40-es a kettes számrendszerben 101000, a nyolcas számrendszerben 50, a tizenhatos számrendszerben 28 alakban írható fel.
A 40 páros szám, összetett szám, azon belül félprím, kanonikus alakban a 23 · 51 szorzattal, normálalakban a 4 · 101 szorzattal írható fel. Nyolc osztója van a természetes számok halmazán, ezek növekvő sorrendben: 1, 2, 4, 5, 8, 10, 20 és 40.
A negyven nyolcszögszám, ötszögalapú piramisszám. Osztóinak egy részét összeadva megkapjuk a 40-et, ezért áltökéletes szám.
40 a legkisebb n, amire pontosan 9 megoldása van a φ(x) = n egyenletnek.
A 40 a megoldása a n-királynő problémának n = 7-re.
A 40 5-sima szám, más néven szabályos szám.
A 40 repdigit 3-as számrendszerben és Harshad-szám tízesben.
Három szám valódiosztó-összegeként áll elő, ezek a 44, a 74 és a 81..

## A tudományban
- A periódusos rendszer 40. eleme a cirkónium.
- A Messier-katalógus 40. objektuma (M40) egy kettőscsillag, a Winnecke 4.
- Az ember várandóssága 40 hétig tart.

## A Bibliában
A 40-es szám többször is szerepel a Bibliában.
- jelölheti egy-egy nemzedék éveinek számát: negyvenéves vándorlás a pusztában
- Negyvenéves nyugalom Izraelben az egyes bírák által végrehajtott felszabadítások után
- A vízözön negyven nap és negyven éjjel (1Móz. 7,12).
- Mózes negyvennapos tartózkodása a Sínai-hegyen és böjtje (5Móz. 8,11), (5Móz. 9,18), (5Móz. 10,10).
- Illés negyvennapos vándorlása és böjtje a Hóreb hegyéig (1Kir.19,8).
- Krisztus negyvennapos böjtje a pusztában (Máté 4,2).[4]

## Az irodalomban
- Ali Baba és a negyven rabló
- Franz Werfel: A Musza Dag negyven napja
- Bodor Ádám egyik novellájának címe: Harminc vagy negyven kés.[5]

## Egyéb
- Anglia és Wales negyven mártírja